# El Confital
El Confital es una playa de la ciudad de Las Palmas de Gran Canaria, Canarias. Se sitúa en el distrito municipal Puerto-Canteras, en la península de La Isleta, al noreste de la isla de Gran Canaria.

## Etimología
El término El Confital es un fitotopónimo (topónimo derivado de plantas y especies vegetales) que hace referencia a la acumulación de pequeñas masas de roca, con aspecto de confite, producidas por algas calcáreas costeras. Semánticamente se encuadra dentro del tipo de topónimos que, derivados de la morfología del terreno, hacen referencia a los accidentes naturales de la costa. Tal y como lo describen algunos autores, la palabra derivada el confital da nombre a las «zonas de las riberas isleñas que, en lugar de arena o cantos rodados, están cubiertas de cierta piedrecilla menuda en forma de confite, de color blanquecino con leves visajes dorados. Tiene también alguna semejanza con ciertos pequeños caracoles».

## Playa del Confital

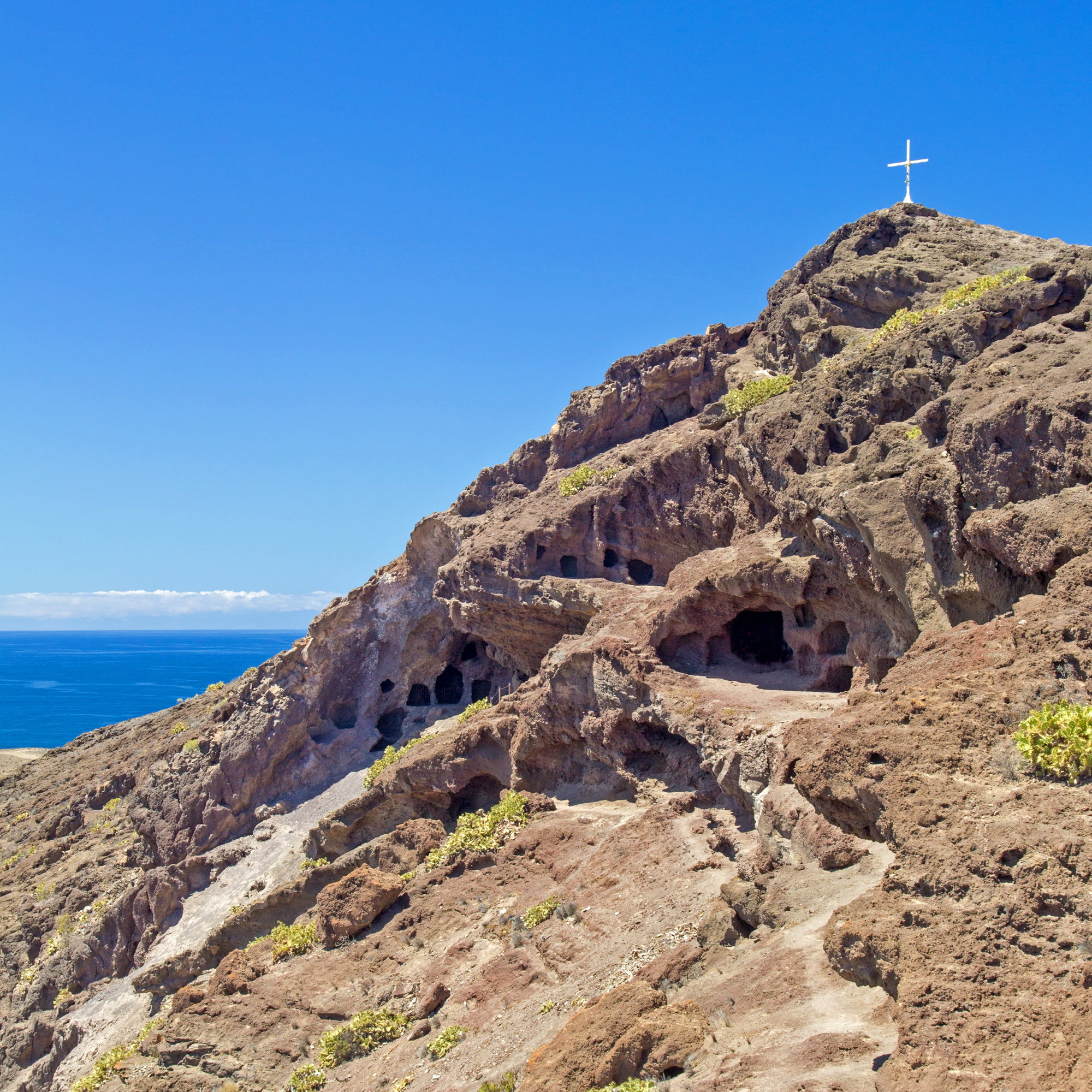
Cueva aborigen de los Canarios

La playa del Confital se encuentra situada al suroeste de la península de La Isleta, y es una prolongación natural de la playa de Las Canteras. La zona habitualmente utilizada para el baño abarca unos dos kilómetros, aunque la franja litoral es mucho mayor. Está formada por tableros de roca con una capa de arena gruesa al final de los mismos. Hasta hace algunos años, a pie de playa se levantaba un pequeño poblado de chabolas, pero recientemente fue erradicado y los terrenos de El Confital pasaron de nuevo a ser dominio público dando paso a unas obras de conservación y mantenimiento bastante polémicas por las dudas, de algunos movimientos ecologistas y los vecinos de la ciudad, sobre la legalidad de las actuaciones. Se ha dotado la playa de mejores accesos peatonales, un paseo marítimo de madera y zonas ajardinadas.
El Confital es admirado también por la limpieza y salubridad de sus aguas, habiendo obtenido en 2012 la Bandera Azul.
La olas que arriban a la playa son muy valoradas por surfistas aficionados y profesionales. Algunos consideran a la derecha del Confital como una de las mejores olas de Europa. Aquí, las corrientes marinas forman un tubo que es aprovechado por los más experimentados por su rapidez y fuertes contrastes. Anualmente tienen lugar en esta playa pruebas clasificatorias para el Campeonato Mundial de Surf profesional.

### Características delspotde El Confital[7]
- Olas Las Monjas, La Punta y la derecha del Confital.
- Predominio de mareas de nivel medio y alto y vientos de componente sureste; fondo volcánico.
- Nivel experto. Olas de entre 1,5 y más 4 metros.

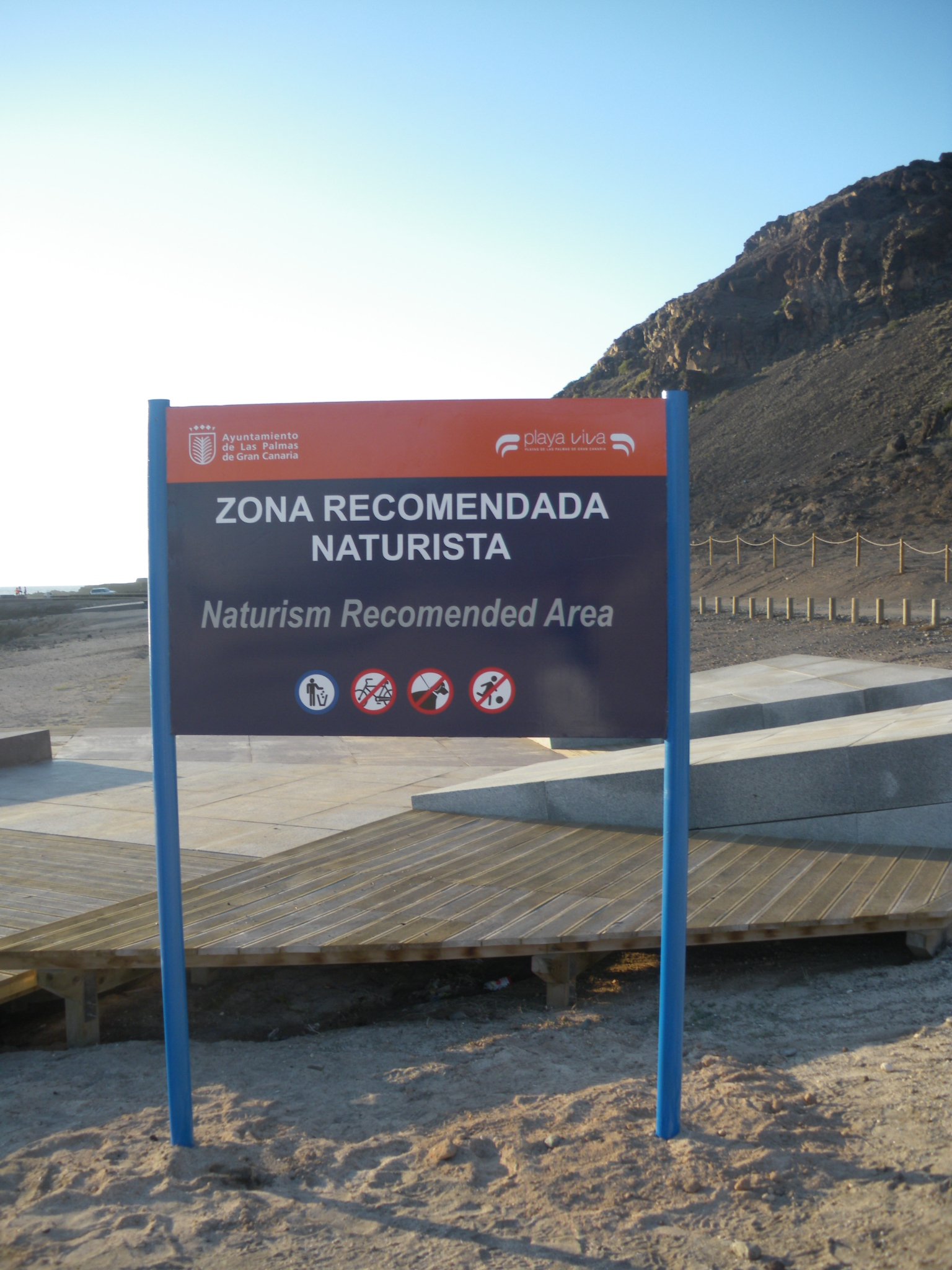
Cartel que indica la zona como naturista

## Playa especialmente recomendada para uso naturista
Aunque siempre ha sido frecuentada por nudistas, El Confital cuenta ahora con un cartel municipal de recomendación de uso naturista para incentivar más la práctica del naturismo, convirtiéndose así en la playa de este municipio más recomendable para este uso. La señalización está ubicada en una zona con rampas especializadas para facilitar el acceso a personas con discapacidad; el respeto y convivencia en diversidad es protegido por el Ayuntamiento en esta playa.